# 12月15日
12月15日（じゅうにがつじゅうごにち）は、グレゴリオ暦で年始から349日目（閏年では350日目）にあたり、年末まであと16日ある。

## できごと
- 1557年（弘治3年11月25日） - 毛利元就が息子へ14箇条の遺訓（三子教訓状）を記す。
- 1576年（天正4年11月25日） - 三瀬の変 織田信長・信雄父子が北畠具教・長野具藤など北畠一族を暗殺する。
- 1791年 - アメリカ合衆国憲法の初の修正条項である権利章典が発効。
- 1812年 - シモン・ボリバルがコロンビアのカルタヘナ・デ・インディアスでスペインへの徹底抗戦を誓うカルタヘナ宣言を発表。
- 1840年 - ナポレオンの遺骸がセントヘレナからフランスに返還され、アンヴァリッドに安置される。
- 1864年 - 南北戦争: ナッシュビルの戦い。
- 1872年（明治5年11月15日） - 太政官布告第342号で神武天皇即位紀元制定。
- 1884年 - 横浜にあった東海鎮守府が横須賀に移転し、横須賀鎮守府が開庁。横須賀造船所が横須賀鎮守府の管轄となり「海軍造船所条例」（1884年12月15日制定）に基づき、海軍専用の造船所となる。
- 1889年 - 『史学雑誌』創刊。
- 1896年 - 第一次エチオピア戦争開始
- 1901年 - 官営鉄道（後の日本国有鉄道）が東海道本線の急行2往復に食堂車の連結を始める。
- 1902年 - 篠ノ井線が全通。
- 1906年 - 年賀郵便の取り扱いを日本各地で開始。
- 1914年 - 福岡の方城炭鉱でガス爆発事故。死者687人。
- 1925年 - 東京乗合自動車の子会社である東京遊覧乗合自動車が、上野を起点とした日本初の定期観光バス「ユーランバス」の走行を開始する[1]。
- 1928年 - 宮崎市で学校移転に反対する群衆が県議会議事堂、県知事公舎を襲撃。消防ポンプ車を使用した放水などで建物を破壊する[2]。
- 1935年 - 松下電器産業（現・パナソニック）株式会社が設立される。
- 1937年 - 第1次人民戦線事件。鈴木茂三郎・向坂逸郎ら日本共産党と人民戦線の結成を企てた容疑で検挙される（反戦派に対する弾圧事件）。
- 1937年 - スペイン内戦: テルエルの戦いはじまる。
- 1939年 - アトランタで映画『風と共に去りぬ』が初公開される[3]。
- 1944年 - ヨーロッパへ慰問演奏に飛び立ったミュージシャンのグレン・ミラーが乗った飛行機が行方不明に。12月18日に戦死と発表。
- 1945年 - GHQが神道指令を発令、神道と国家が分離され国家神道が廃止される。
- 1945年 - 上野駅地下道に集まっていた浮浪児、浮浪者2500人を一斉収容[4]。
- 1948年 - 岳南鉄道が設立される。
- 1949年 - プロ野球再編問題: セントラル野球連盟（セ・リーグ）結成。
- 1954年 - C62形蒸気機関車が最高速度129 km/hを記録。
- 1959年 - ラジオ山陰（現・山陰放送）テレビジョン放送開局。
- 1961年 - イスラエル特別法廷が、ナチスのユダヤ人虐殺の責任者だったアドルフ・アイヒマンに対し死刑判決。
- 1962年 - 札幌テレビ放送のラジオ部門（STVラジオ、後に札幌テレビ放送から分社）開局。
- 1963年 - 12月8日に暴力団に腹部を刺された力道山が死去。
- 1965年 - アメリカの宇宙船・ジェミニ6-A号と7号が初のランデブー飛行に成功。
- 1969年 - 航空宇宙技術研究所のフライングテストベッドが、日本初となる垂直離着陸による有人自由飛行に成功する。
- 1970年 - 対馬海峡で韓国の連絡船南営号沈没事故起こる。死者300人以上。
- 1970年 - ソビエト連邦の金星探査機・ベネラ7号が金星の地表に着陸。世界で初めて惑星表面の着陸に成功。
- 1972年 - 極東放送（現・エフエム沖縄）開局。
- 1976年 - サモアが国際連合に加盟。
- 1976年 - 京繍を伝統的工芸品に指定。
- 1977年 - 宇宙開発事業団が実験用通信衛星「さくら」を打上げ。
- 1978年 - 米大統領ジミー・カーターが、アメリカ合衆国が中華人民共和国を承認し、中華民国と断交することを表明。
- 1980年 - 大阪高速鉄道（大阪モノレール）設立。
- 1989年 - 国連総会で自由権規約の第2選択議定書（死刑廃止条約）が採択される。
- 1994年 - パラオが国連に加盟。
- 1994年 - 「古都京都の文化財」17社寺が、一括して世界遺産に登録されることが決定。一括登録されるのは、賀茂別雷神社、賀茂御祖神社、教王護国寺、清水寺、醍醐寺、仁和寺、高山寺、西芳寺、天龍寺、鹿苑寺、慈照寺、龍安寺、本願寺、二条城（以上京都市）、平等院、宇治上神社（以下宇治市）、延暦寺（大津市）。国宝の建築物38棟、特別名勝の庭園8ヶ所、重要文化財の建物160棟を含む[5]。
- 1994年 - 日本で、住民票の「嫡出子・非嫡出子」の表記を「子」に統一。
- 1995年 - 東南アジア非核兵器地帯条約（バンコク条約）調印。
- 1995年 - テイルズ オブ シリーズの1作目『テイルズ オブ ファンタジア』が発売される。
- 1999年 - 都営地下鉄12号線の路線名称を「大江戸線」に決定。
- 2000年 - チェルノブイリ原子力発電所で最後まで稼働していた3号炉を停止。
- 2003年 - テレビドラマ『水戸黄門』が放送1000回を達成。
- 2008年 - 都営地下鉄三田線の白金高輪駅でボヤ。乗務員の喫煙が原因。
- 2009年 - ボーイング787が初飛行。
- 2010年 - 絶滅したとされていた魚「クニマス」の再発見が確認される[6]。
- 2011年 - イラクに駐留していたアメリカ軍が解散し、2003年から続いていたイラク戦争が終結[7]。
- 2014年 - オーストラリアのシドニー中心部のカフェでイスラム教聖職者を自称する男が人質を取って立てこもり、16日午前2時15分頃に警官隊が突入。人質2人と犯人が死亡。
- 2020年 - 宮崎駿監督作『千と千尋の神隠し』の興行収入を316億8000万円に上方修正[8]。日本映画歴代興行収入1位の記録を約20年間保持。
- 2021年 - 森友学園への国有地売却をめぐる財務省の公文書改ざんを巡る国家賠償請求訴訟について、国が自死した財務省職員の妻の請求を受け入れ終結する[9][10]。
- 2022年 - 北海道の知床半島沖で観光船「KAZU1」が沈没し、20名が死亡、6名が行方不明になった 知床遊覧船沈没事故について、国の運輸安全委員会が、沈没に至る経過報告書を公表する[11]。
- 2022年 - イギリスで、40万人以上の看護師を代表する労働組合「王立看護協会（RCN）」が、賃上げを求めて史上初のストライキを実施[12]。
- 2024年 - イギリスが環太平洋パートナーシップ協定（TPP）に加盟する。これでTPP加盟国は12ヵ国になる。

## 誕生日

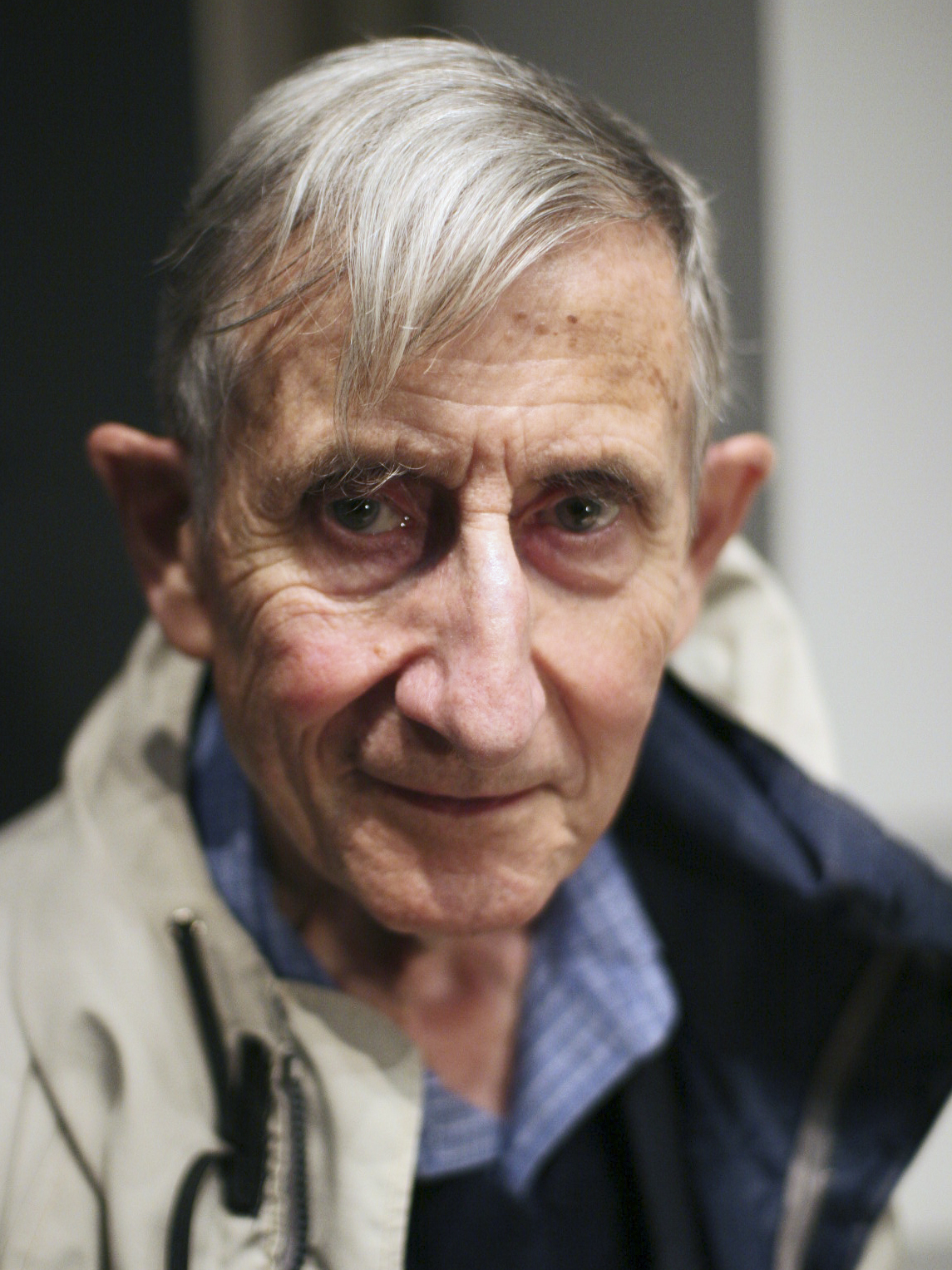
英国出身の理論物理学者、宇宙物理学者フリーマン・ダイソン(1923-2020)誕生。

- 37年 - ネロ、ローマ皇帝（+ 68年）
- 1242年（仁治3年11月22日） - 宗尊親王、鎌倉幕府第6代将軍、初の皇族将軍（+ 1274年）
- 1537年（天文6年11月13日） - 足利義昭、室町幕府第15代将軍（+ 1597年）
- 1584年 - ジョン・セルデン、歴史家、中東学者、政治家（+ 1654年）
- 1642年（寛永19年10月24日） - 喜連川昭氏、第3代下野国喜連川主（+ 1713年）
- 1662年（寛文2年11月5日） - 織田秀親、第4代大和国柳本藩主（+ 1709年）
- 1726年（享保11年11月22日） - 松平忠順、第3代信濃国上田藩主（+ 1783年）
- 1732年 - カール・ゴットハルト・ラングハンス（Carl Gotthard Langhans）、建築家（+ 1808年）
- 1758年（宝暦8年11月15日） - 前田利精、第6代大和国大聖寺主（+ 1791年）
- 1802年 - ボーヤイ・ヤーノシュ、数学者（+ 1860年）
- 1824年（文政7年10月25日） - 河田小龍、日本画家、土佐藩士（+ 1898年）
- 1827年 - ジョゼフ・アレヴィ、言語学者、東洋学者（+ 1917年）
- 1832年 - ギュスターヴ・エッフェル、建築家（+ 1923年）
- 1841年（天保12年11月3日） - 田中正造、政治家（+ 1913年）
- 1852年 - アンリ・ベクレル、物理学者（+ 1908年）
- 1859年 - ルドヴィコ・ザメンホフ、眼科医、エスペラント創案者（+ 1917年）
- 1860年 - ニールス・フィンセン、内科医、科学者（+ 1904年）
- 1860年（万延元年11月4日） - 山名義路、第2代但馬国村岡藩主・男爵（+ 1940年）
- 1872年（明治5年11月15日） - 佐々木吉三郎、教育学者（+ 1924年）
- 1874年 - 上司小剣、小説家（+ 1947年）
- 1876年 - 吉住小三郎 (4代)、江戸長唄の唄方（+ 1972年）
- 1878年 - ハンス・カロッサ、詩人、小説家、開業医（+ 1956年）
- 1879年 - 梁瀬長太郎、ヤナセ創業者（+ 1956年）
- 1883年 - 岡橋林、実業家、元住友銀行社長（+ 1959年）
- 1885年 - 山中峯太郎、陸軍軍人、小説家（+ 1966年）
- 1886年 - 19代式守伊之助、元大相撲行司（+ 1966年）
- 1887年 - 宮沢胤勇、政治家（+ 1966年）
- 1888年 - 上坂酉三、商学者、早稲田大学名誉教授（+ 1976年）
- 1888年 - マクスウェル・アンダーソン、作家（+ 1959年）
- 1892年 - ジャン・ポール・ゲティ、実業家（+ 1976年）
- 1893年 - 成田為三、作曲家、音楽教育者（+ 1945年）
- 1894年 - 岩田徳治、実業家、政治家、岩田建設創業者（+ 1982年）
- 1894年 - 三輪寿壮、政治家、弁護士（+ 1956年）
- 1897年 - 嘉村礒多、小説家（+ 1933年）
- 1899年 - ハロルド・エイブラハムス、陸上選手（+ 1978年）
- 1903年 - 玉錦三右エ門、大相撲第32代横綱（+ 1938年）
- 1907年 - オスカー・ニーマイヤー、建築家（+ 2012年）
- 1909年 - 三木忠直、鉄道技術研究所技術者（+ 2005年）
- 1909年 - 田中覚、政治家、元三重県知事（+ 2002年）
- 1910年 - ジョン・ハモンド、音楽プロデューサー（+ 1987年）
- 1911年 - スタン・ケントン、ピアニスト（+ 1979年）
- 1912年 - レイ・イームズ、デザイナー（+ 1988年）
- 1913年 - 伊東正義、政治家（+ 1994年）
- 1914年 - 山中和正、将棋棋士（+ 1994年）
- 1916年 - モーリス・ウィルキンス、生物物理学者（+ 2004年）
- 1917年 - 田谷鋭、歌人（+ 2013年）
- 1918年 - いわさきちひろ、画家（+ 1974年）
- 1920年 - 嶋清一、元野球選手（+ 1945年）
- 1920年 - 平林栄治、元プロ野球選手（+ 1940年代）
- 1922年 - 大下弘、元プロ野球選手、監督（+ 1979年）
- 1922年 - 大島武、元プロ野球選手（+ 2008年）
- 1923年 - 麻生良方、政治家、政治評論家（+ 1995年）
- 1923年 - フリーマン・ダイソン、理論物理学者、プリンストン高等研究所名誉教授（+ 2020年）
- 1924年 - 朱里みさを、舞踊家（+ 1999年）
- 1924年 - 菊村紀彦、仏教学者、音楽プロデューサー（+ 2010年）
- 1924年 - 伊藤善市、経済学者（+ 2007年）
- 1925年 - 山名康郎、歌人（+ 2015年）
- 1927年 - 佐伯孚治、映画監督（+ 2018年）
- 1928年 - 江幡高志、俳優
- 1928年 - 石栗龍雄、調教師、元騎手
- 1928年 - イダ・ヘンデル、ヴァイオリニスト（+ 2020年）
- 1928年 - 28代木村庄之助、元大相撲行司（+ 2010年）
- 1928年 - フリーデンスライヒ・フンデルトヴァッサー、芸術家、画家、建築家（+ 2000年）
- 1929年 - バリー・ハリス、ジャズピアノ奏者（+ 2021年）
- 1929年 - 藤縄謙三、西洋古典学者、京都大学名誉教授（+ 2000年）
- 1930年 - ピーター・ホップカーク、ジャーナリスト、作家（+ 2014年）
- 1931年 - 谷川俊太郎、詩人（+ 2024年）
- 1931年 - 池田治、弁護士、政治家（+ 2006年）
- 1932年 - エドナ・オブライエン、小説家（+ 2024年）
- 1933年 - 関屋喜代作、将棋棋士（+ 2015年）
- 1933年 - 松永嘉夫、経済学者（+ 1996年）
- 1935年 - 中村英夫、土木工学者、東京都市大学名誉総長
- 1935年 - 鈴木昌、実業家、第2代Jリーグチェアマン
- 1934年 - 菊田幸一、刑事法学者
- 1934年 - 木村俊一、元プロ野球選手
- 1934年 - 大仲清治、元プロ野球選手、俳優、スーツアクター（+ 没年不詳）
- 1934年 - カーティス・フラー、ジャズトロンボーン奏者（+ 2021年）
- 1935年 - 鈴木昌、実業家、第2Jリーグチェアマン、元鹿島運輸（現日鉄物流）社長、鹿島アントラーズFC社長
- 1935年 - 尾髙煌之助、労働経済学者、一橋大学名誉教授、法政大学名誉教授
- 1936年 - 桑原たけし、声優 （+ 2014年）
- 1936年 - 矢野義明、作曲家
- 1936年 - 小野茂樹、歌人、編集者（+ 1970年）
- 1936年 - エディ・パルミエリ、音楽家（+ 2025年）
- 1937年 - 高橋睦郎、詩人、歌人、俳人
- 1937年 - 横澤彪、テレビプロデューサー（+ 2011年）
- 1939年 - 吉田六左ェ門、政治家
- 1939年 - クライン孝子、作家、評論家（+ 2023年）
- 1940年 - 辻本憲三、実業家、カプコン代表取締役会長CEO
- 1940年 - 関根紀代子、元将棋棋士
- 1940年 - 西村吉正、官僚（+ 2019年）
- 1940年 - 北見マキ、マジシャン（+ 2015年）
- 1940年 - 細川俊之、俳優（+ 2011年）
- 1941年 - 山口東一、元陸上競技選手
- 1942年 - 春成秀爾、考古学者、国立歴史民俗博物館名誉教授、総合研究大学院大学名誉教授
- 1947年 - 永田淑子、英文学者、学校法人藤女子学園理事長、元藤女子大学学長
- 1942年 - 藤代孝七、政治家、第18・19・20・21代千葉県船橋市長
- 1942年 - 大山隆司、元裁判官
- 1942年 - 出門英、歌手（ヒデとロザンナ）作曲家、作詞家（+ 1990年）
- 1944年 - 小宮山宏、工学者、第28代東京大学総長
- 1944年 - 船橋洋一、元新聞記者、通訳、評論家、コラムニスト
- 1944年 - ジム・リーランド、元プロ野球選手、監督
- 1945年 - 笠井紀美子、歌手
- 1946年 - 松平恒和、実業家、クラリネット奏者
- 1946年 - アート・ハウ、元プロ野球選手
- 1947年 - 早川義夫、シンガーソングライター
- 1947年 - 立松和平、小説家（+ 2010年）
- 1948年 - 近藤等則、トランペッター、音楽プロデューサー（+ 2020年）
- 1949年 - 三枝富博、実業家、イトーヨーカ堂社長
- 1949年 - ドン・ジョンソン、俳優、監督
- 1950年 - 中村俊夫、物理学者
- 1952年 - 小見幸隆、元サッカー選手、指導者
- 1952年 - 大西忠、元プロ野球選手
- 1952年 - カサンドラ・ハリス、女優（+ 1991年）
- 1953年 - シャライ・アンドラーシュ、フィギュアスケート選手
- 1954年 - 中村幹男、元アナウンサー
- 1955年 - 瀧本豊文、政治家
- 1955年 - ポール・シムノン、ミュージシャン
- 1956年 - 伊藤正道、絵本作家、イラストレーター（+ 2012年）
- 1957年 - 佐藤慶太、実業家
- 1957年 - 三好礼子、随筆家
- 1957年 - 川島一成、歌手
- 1957年 - チョー、俳優、声優
- 1958年 - 桜井弘明、アニメーション監督
- 1958年 - 篠井英介、俳優
- 1958年 - 高橋がなり、実業家、AV監督
- 1958年 - 志村幸美、俳優（+ 1998年）
- 1958年 - 喜多祥介、オートバイレーサー（+ 1988年）
- 1960年 - 谷川みゆき、女優
- 1960年 - ダニー馬場、歌手
- 1960年 - 金山晃士、元プロ野球選手
- 1961年 - 青山勝、俳優、声優
- 1962年 - 松尾スズキ、俳優、演出家
- 1962年 - 小栗克裕、作曲家
- 1962年 - 正林督章、医師、厚生労働技官、厚生労働省健康局長
- 1963年 - 中島和也、プロゴルファー
- 1963年 - 山本信人、政治学者
- 1963年 - ヘレン・スレイター、女優
- 1964年 - 高橋克典、俳優
- 1964年 - 田村憲久、政治家、第23代厚生労働大臣
- 1964年 - 金原千恵子、ヴァイオリニスト
- 1964年 - 冨田勇、元プロ野球選手
- 1966年 - チョコボール向井、元AV男優、プロレスラー
- 1967年 - 河合亞美、女優
- 1967年 - 亀井希生、アナウンサー
- 1967年 - 茂木欣一、ミュージシャン（東京スカパラダイスオーケストラ）
- 1969年 - 波岡なみ、声優
- 1969年 - 松永玲子、落語家
- 1969年 - 坂本真樹、人工知能学者，認知科学者
- 1970年 - 敷島勝盛、元大相撲力士、年寄17代浦風
- 1970年 - 澤田宏太郎、実業家
- 1970年 - ランフランコ・デットーリ、騎手
- 1970年 - リック・ヘリング、元プロ野球選手
- 1971年 - 茂森あゆみ、歌手、タレント
- 1971年 - 松本美和、声優
- 1971年 - 北桜英敏、元大相撲力士、年寄10代式守秀五郎
- 1972年 - スチュアート・タウンゼント、俳優
- 1973年 - 国光かよこ、ローカルタレント、ラジオパーソナリティ
- 1973年 - スルヤ・ボナリー、フィギュアスケート選手
- 1975年 - 池澤春菜、声優
- 1975年 - 松下木聖、声優、舞台女優
- 1976年 - 佐々木みき、元バレーボール選手
- 1976年 - 古賀京子、元バスケットボール選手、指導者
- 1976年 - 井出薫、元女優
- 1977年 - 木村啓介、俳優
- 1977年 - 花柳廸彦太、日本舞踊家
- 1977年 - 成海カズト、ミュージシャン、シンガーソングライター
- 1977年 - 里中まりあ、AV女優（+ 1999年）
- 1978年 - 高橋二号、俳優
- 1978年 - 勝又伸悟、お笑い芸人（勝又）
- 1979年 - 吉田寛、元お笑いタレント（ピーマンズスタンダード）
- 1979年 - アダム・ブロディ、俳優
- 1981年 - 谷川恵一、アナウンサー
- 1981年 - ロマン・パヴリュチェンコ、サッカー選手
- 1982年 - 山野ゆり、ファッションモデル、タレント
- 1982年 - チャーリー・コックス、俳優
- 1982年 - みなもと悠、漫画家
- 1983年 - 三田村拓也、ボクサー
- 1983年 - 深田あき、元女優
- 1983年 - 矢貫俊之、元プロ野球選手
- 1983年 - 河田優、元サッカー選手
- 1983年 - 星風芳宏、元大相撲力士
- 1983年 - レネ・ゴーゲン、プロレスラー
- 1984年 - 馬場良馬、俳優
- 1984年 - 宮島礼吏[13]、漫画家
- 1984年 - 篠崎新純、自転車競技選手
- 1984年 - コール・ガーナー、プロ野球選手
- 1984年 - マルティン・シュクルテル、サッカー選手
- 1984年 - ロニー・ラドク、ミュージシャン、シンガーソングライター
- 1985年 - 原田窓香、リュージュ選手
- 1985年 - ジィ・アーヴィ、シンガー・ソングライター
- 1985年 - カシム・ブルハン、サッカー選手
- 1986年 - 弓木春奈、気象予報士
- 1986年 - さち、お笑いタレント（かぎしっぽ）
- 1986年 - スネジャナ・オノプカ、モデル
- 1986年 - ケイロル・ナバス、サッカー選手
- 1987年 - 東谷篤門、俳優、声優
- 1987年 - 柏木陽介、サッカー選手
- 1987年 - 海野康志郎、競艇選手
- 1988年 - 川面千晶、女優
- 1988年 - 鈴木敦、政治家、衆議院議員
- 1988年 - ダース・ローマシュ匡、元プロ野球選手
- 1988年 - ライアン・プレスリー、プロ野球選手
- 1988年 - スティーヴン・エンゾンジ、サッカー選手
- 1989年 - 平田薫、女優、タレント
- 1989年 - 村中知、声優
- 1989年 - 近藤千尋、モデル
- 1990年 - 内田大貴、サッカー選手
- 1990年 - ももかりん、AV女優
- 1990年 - 若葉くるみ、AV女優
- 1990年 - トレバー・ヒルデンバーガー、プロ野球選手
- 1991年 - 大重麻衣、フリーアナウンサー
- 1991年 - Giga、音楽家、ボカロP（元REOL）
- 1991年 - コナー・デイリー、レーシングドライバー
- 1991年 - ジェヒュー・ゴードン、陸上競技選手
- 1991年 - 下垣真香、女優
- 1992年 - 大奄美元規、大相撲力士
- 1992年 - ギア、打ち師（GinyuforcE）
- 1993年 - 新木優子、ファッションモデル、女優
- 1993年 - 亀井有馬、俳優
- 1993年 - JP THE WAVY、ラッパー、ダンサー
- 1993年 - 橋本英也、競輪選手
- 1994年 - 髙橋麻里、声優、歌手
- 1994年 - 岩本紗也加、ファッションモデル、YouTuber
- 1994年 - 金山亜莉紗、元野球選手
- 1994年 - 土佐有輝、お笑い芸人（土佐兄弟）
- 1995年 - 桐生祥秀、陸上競技選手
- 1995年 - 牛山穂乃香、元アイドル（元Asfi）
- 1996年 - 高橋乃綾、ソフトテニス選手
- 1996年 - 新ありな、AV女優
- 1997年 - 伊藤萌々香、歌手、タレント（元Fairies）
- 1997年 - 土田帆乃香、バスケットボール選手
- 1997年 - 小西彩乃、元歌手（元東京女子流）
- 1998年 - チャンドラー・カンタベリー、俳優
- 1998年 - 小山内花凜、モデル（元Le Lien）
- 1998年 - 田中佑美、陸上競技
- 1999年 - 笹尾明日香、卓球選手
- 1999年 - 須﨑海羽、フィギュアスケート選手
- 2000年 - 吉田晴登、俳優、タレント
- 2000年 - 志田萌、バスケットボール選手
- 2000年 - 白石冬弥、声優
- 2001年 - Necca、アイドル（MNL48)
- 2001年 - 加藤悠馬、サッカー選手
- 2001年 - 前田美波、AV女優
- 2001年 - 中島照人、プロアイスホッケー選手
- 2002年 - 小熊倫実、アイドル（元NGT48）
- 2002年 - 池本しおり、グラビアアイドル
- 2002年 - シャンティ、歌手（Lapillus）
- 2004年 - 一ノ瀬陽鞠、ファッションモデル
- 2004年 - Kaning、アイドル（CGM48)
- 2005年 - 塩月希依音[14]、アイドル（NMB48)
- 2006年 - イ・ジェファン、サッカー選手
- 2008年 - 小菅汐梨、子役
- 生年不詳 - 春野寿美礼、タレント、女優、元宝塚歌劇団花組
- 生年不詳 - 綾瀬マリア、声優
- 生年不詳 - 小路裕夕、声優
- 生年不詳 - 相馬幸人、声優
- 生年不詳 - 島田高虎、声優
- 生年不詳 - たさきこうじ[15]、声優
- 生年不詳 - 中村紗彩、声優
- 生年不詳 - 三上由理恵、声優
- 生年不詳 - 石井まゆみ、漫画家
- 生年不詳 - 小島紗、漫画家
- 生年不詳 - 森次矢尋、漫画家
- 生年不詳 - 秦秀樹、ミュージシャン（元BAAD）

## 忌日

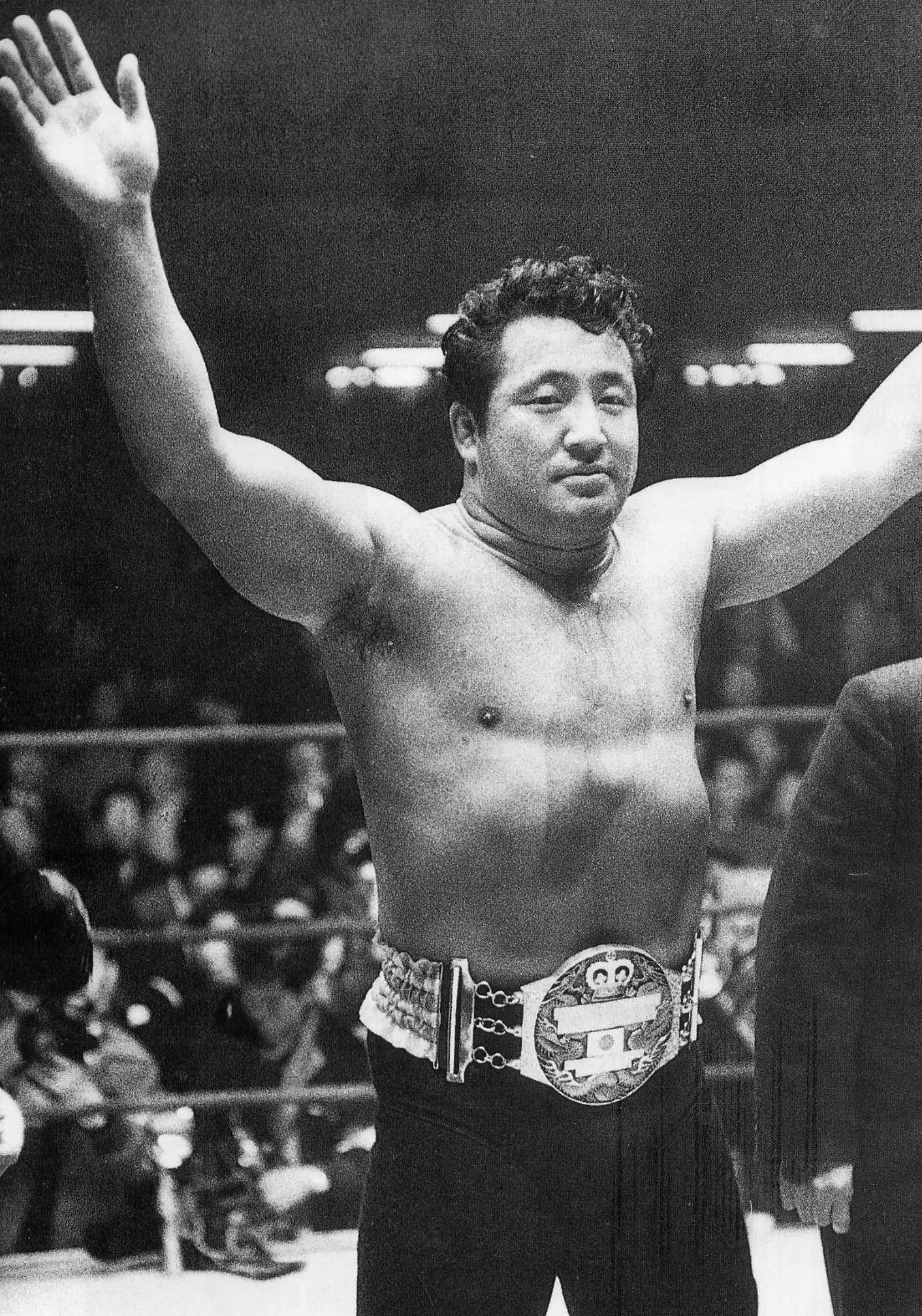
プロレスラー力道山(1924-1963)没。

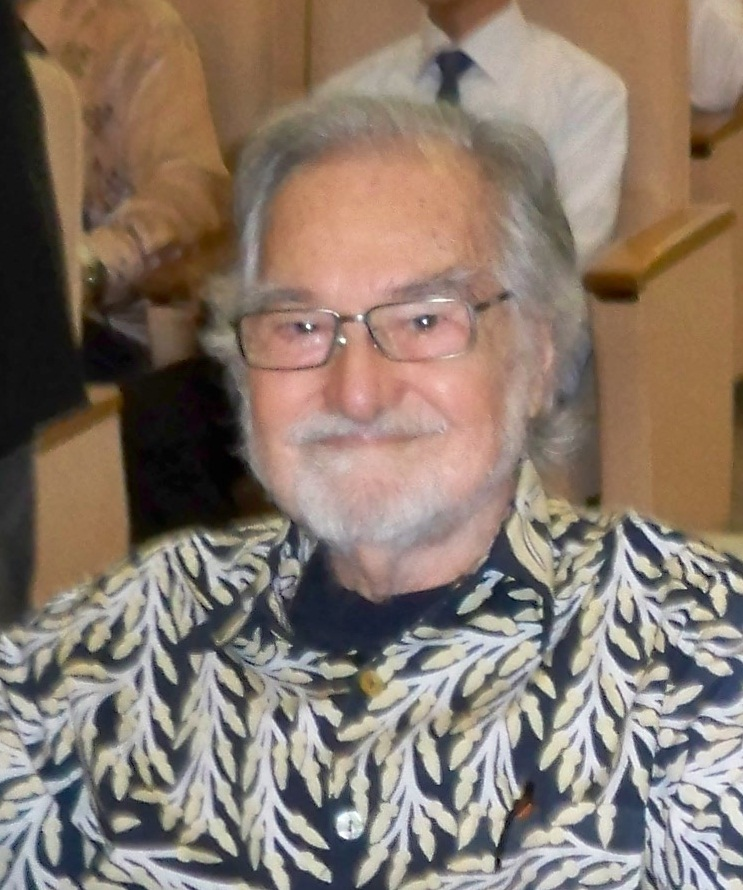
マレーシアの経済学者ウンク・A・アジズ(1922-2020)没。

- 772年（宝亀3年11月17日） - 阿倍毛人、奈良時代の公卿
- 1010年（寛弘7年11月7日） - 為平親王、平安時代の皇族（* 952年）
- 1263年 - ホーコン4世、ノルウェー王（* 1204年）
- 1576年（天正4年11月25日） - 北畠具教、伊勢国国司、戦国大名（* 1528年）
- 1673年 - マーガレット・キャヴェンディッシュ、哲学者、科学者、文人（* 1623年）
- 1675年 - ヨハネス・フェルメール、画家（* 1632年)
- 1683年 - アイザック・ウォルトン、随筆家、伝記作家、The Compleat Angler著者（* 1593年）
- 1691年 - ヘンドリック・ファン・レーデ（英語版）、軍人、植物学者（* 1636年）
- 1709年（宝永6年11月15日） - 松平綱近、第3代松江藩主（* 1659年）
- 1713年 - カルロ・マラッタ、イタリアの画家（* 1625年）
- 1749年 - シャーフー・ボーンスレー、第5代マラーター王（* 1682年）
- 1769年 - ピエール＝アントワーヌ・ボードワン、画家（* 1723年）
- 1792年 - ヨーゼフ・マルティン・クラウス、作曲家（* 1756年）
- 1796年 - アンソニー・ウェイン、アメリカ陸軍将軍、政治家（* 1745年）
- 1810年 - サラ・トリマー（英語版）、児童文学作家（* 1741年）
- 1815年 - ジュゼッペ・ボッシ（英語版）、画家（* 1777年）
- 1816年 - 第3代スタンホープ伯爵チャールズ・スタンホープ（英語版）、政治家、発明家、科学者（* 1753年）
- 1839年 - マチュー・イグナス・ファン・ブレー（オランダ語版）、画家（* 1773年）
- 1853年 - ゲオルク・フリードリヒ・グローテフェント、言語学者（* 1775年）
- 1854年 - カメハメハ3世、ハワイ王国第3代国王（* 1813年）
- 1857年 - ジョージ・ケイリー、航空エンジニア（* 1773年）
- 1858年（安政5年11月11日） - 徳大寺実堅、江戸時代後期の公卿（* 1791年）
- 1869年（明治2年11月13日） - 森常吉、桑名藩士、新選組隊士（* 1826年）
- 1885年 - ロバート・トゥームズ、初代アメリカ連合国国務長官（* 1810年）
- 1885年 - フェルナンド2世、ポルトガル王（* 1819年）
- 1885年 - ルートヴィヒ・ノール（英語版）、音楽学者（* 1831年）
- 1890年 - シッティング・ブル、ラコタ族酋長（* 1831年頃）
- 1902年 - ピエール＝マリー＝アレクシス・ミラルデ、植物学者、菌類学者（* 1838年）
- 1909年 - フランシスコ・タレガ、作曲家、ギター奏者（* 1852年）
- 1938年 - ヴァレリー・チカロフ、飛行士（* 1904年）
- 1943年 - ファッツ・ウォーラー、ジャズピアニスト（* 1904年）
- 1944年 - グレン・ミラー、バンド指揮者（* 1904年）
- 1947年 - アーサー・マッケン、小説家（* 1863年）
- 1951年 - 第7代パース伯爵ジェームズ・エリック・ドラモンド、政治家、外交官、国際連盟初代事務総長（* 1876年）
- 1953年 - エド・バロー、メジャーリーグ監督（* 1868年）
- 1958年 - ヴォルフガング・パウリ、物理学者（* 1900年）
- 1960年 - ヴェラ・クルーゾー、女優（* 1913年）
- 1961年 - ダミー・ホイ、プロ野球選手（* 1862年）
- 1962年 - 浅川権八、機械技術者、工学博士、東京工業大学名誉教授（* 1877年）
- 1962年 - 木田金次郎、画家（* 1893年）
- 1962年 - チャールズ・ロートン、俳優（* 1899年）
- 1962年 - アディラ・ファキーリ、ヴァイオリニスト（* 1889年）
- 1963年 - 力道山、プロレスラー（* 1924年）
- 1963年 - 4代目（自称9代目）鈴々舎馬風、落語家（* 1904年）
- 1966年 - ウォルト・ディズニー、アニメーター、アニメプロデューサー、映画監督（* 1901年）
- 1968年 - ジェス・ウィラード、プロボクサー（* 1881年）
- 1974年 - アナトール・リトヴァク、映画監督（* 1902年）
- 1975年 - 井上成美、元日本海軍の大将（* 1889年）
- 1976年 - グレゴワール・カイバンダ、政治家（* 1924年）
- 1979年 - 山本栄一郎、元プロ野球選手（* 1902年）
- 1979年 - エセル・ラッキー（英語版）、水泳選手、1924年パリオリンピック金メダリスト（* 1907年）
- 1980年 - アルヴィン・グールドナー、社会学者（* 1920年）
- 1984年 - ジャン・ピアース、テノール歌手（* 1904年）
- 1984年 - ヒルデ・ブルック、医学者、精神科医（* 1904年）
- 1985年 - シウサガル・ラングーラム、政治家、モーリシャス初代首相（* 1900年）
- 1986年 - セルジュ・リファール、バレエの舞踏家、振付師（* 1905年）
- 1987年 - 山田久就、外交官、政治家、第9代環境庁長官（* 1907年）
- 1988年 - 山口青邨、俳人（* 1892年）
- 1988年 - 野田岩次郎、実業家（* 1897年）
- 1991年 - 河合弘道、政治家、元鳥取県米子市長（* 1907年）
- 1991年 - レイダー・アンデルセン（英語版）、ノルディックスキージャンパー（* 1911年）
- 1991年 - ヴァシリ・ザイツェフ、ソ連軍の狙撃兵（* 1915年）
- 1992年 - 伊藤孝重[16]、園芸家（* 1897年）
- 1992年 - 松田由雄[17]、実業家、おやつカンパニー（旧：松田食品） 創業者（* 1914年）
- 1994年 - 松園尚巳、実業家（* 1922年）
- 1997年 - 大村襄治、政治家、第39代防衛庁長官（* 1919年）
- 1997年 - 関寛治、国際関係論研究家（* 1927年）
- 1998年 - 有近信彦[18]、ミュージシャン、ジャズ・ビブラフォーン奏者（* 1932年）
- 2002年 - ウラジーミル・ヘンゼル（英語版）、化学技術者 （* 1914年）
- 2002年 - ディック・スチュアート、元プロ野球選手（* 1932年）
- 2003年 - 坂庭省悟、ブルーグラス歌手、フォークシンガー、ギタリスト、作曲家（* 1950年）
- 2004年 - 蔣方良、蔣経国元総統夫人（* 1916年）
- 2005年 - 仰木彬、元プロ野球選手、プロ野球監督（* 1935年）
- 2006年 - 有馬元治、政治家（* 1920年）
- 2006年 - クレイ・レガツォーニ、元F1レーサー（* 1939年）
- 2007年 - 佐々木英治、テレビ山口元社長（* 1915年）
- 2007年 - 菱川善夫、歌人、文芸評論家、国文学者、北海学園大学名誉教授（* 1929年）
- 2007年 - 井上忠行、元プロ野球選手、プロ野球審判員（* 1935年）
- 2007年 - 島野育夫、元プロ野球選手（* 1944年）
- 2007年 - ハイアン・グレイシー、総合格闘家（* 1974年）
- 2008年 - デイヴィ・グレアム、ギタリスト（* 1940年）
- 2008年 - 若三梅雅裕、大相撲力士（* 1983年）
- 2009年 - アラン・アコート（英語版）、サッカー選手（* 1934年）
- 2010年 - 戌井市郎、演出家、元文学座代表（* 1916年)
- 2010年 - ボブ・フェラー、プロ野球選手（* 1918年）
- 2010年 - ブレイク・エドワーズ、映画監督、脚本家（* 1922年)
- 2010年 - ハンス・モーティア、プロレスラー（* 1924年）
- 2010年 - 西川哲治、物理学者、元東京理科大学学長、東京大学名誉教授（* 1926年）
- 2010年 - ジャン・ローラン、映画監督（* 1938年)
- 2012年 - 祖父江孝男、文化人類学者、国立民族学博物館名誉教授（* 1926年）
- 2012年 - 中内力[19]、実業家、神戸ポートピアホテル創業者（* 1931年）
- 2012年 - 戸部良也[20]、ノンフィクション作家（* 1934年）
- 2013年 - ジョーン・フォンテイン、女優（* 1917年）
- 2013年 - 小宮山正九郎[21]、実業家、銀座ルノアール創業者（* 1920年）
- 2013年 - 築地容子、歌手、女優（* 1931年）
- 2013年 - 浅田浩二、農芸化学者、農学博士、京都大学名誉教授（* 1933年）
- 2014年 - 原忠三、政治家、元山梨県甲府市長（* 1917年）
- 2014年 - 松原武生、物理学者、京都大学名誉教授（* 1921年）
- 2014年 - 山中末治、政治家、航空技手（* 1925年）
- 2014年 - 伊丹公子、俳人、詩人（* 1925年）
- 2014年 - 田村健治、実業家、久米桜酒造会長（* 1930年）
- 2014年 - 生方恵一、アナウンサー（* 1933年）
- 2016年 - 不動茂弥、日本画家（* 1928年）
- 2016年 - 丸山昭、漫画編集者、元少女クラブ編集長、元講談社取締役（* 1930年）
- 2016年 - 伊藤強、音楽評論家（* 1935年）
- 2016年 - 井内秀治、アニメーション監督、演出家、脚本家、原作者（* 1950年）
- 2016年 - 岩下眞好、ドイツ文学者、音楽評論家、慶應義塾大学名誉教授（* 1950年）
- 2016年 - ハーレー斉藤、プロレスラー（* 1967年）
- 2017年 - アナ・ベラ＝ルビオ、スーパーセンテナリアン（* 1901年）
- 2017年 - 茂登山長市郎、実業家、サンモトヤマ会長（* 1921年）
- 2017年 - 島田満、脚本家（* 1959年）
- 2018年 - ギルマ・ウォルドギオルギス、政治家、元エチオピア大統領（* 1924年）
- 2018年 - 三輪秀彦、フランス文学者、翻訳家（* 1930年）
- 2018年 - 二月河（凌解放）、小説家（* 1945年）
- 2018年 - 4代目三遊亭小圓朝、落語家（* 1969年）
- 2019年 - 出馬迪男、実業家、元フジテレビ副社長・関西テレビ社長（* 1937年）
- 2019年 - チャック・ペドル、電気技術者（* 1937年）
- 2020年 - ウンク・A・アジズ、経済学者（* 1922年）
- 2020年 - 鳴海広道、政治家、元青森県黒石市長・青森県議会議長（* 1941年）
- 2020年 - サウファトゥ・ソポアンガ、政治家、第9代ツバル首相（* 1952年）
- 2020年 - ゾルタン・サボ、元サッカー選手、指導者（* 1972年）
- 2021年 - マルセル・メイズ、スーパーセンテナリアン（* 1909年）
- 2021年 - 千川純一、物理学者（* 1930年）
- 2021年 - ヘンリー・プロトキン（英語版）、進化心理学者（* 1940年）
- 2021年 - ベル・フックス、社会活動家、フェミニスト、ニューヨーク市立大学シティカレッジ教授（* 1952年）
- 2022年 - 常磐津英寿、常磐津節三味線演奏家（* 1927年）
- 2022年 ‐ あき竹城、女優（* 1947年）
- 2023年 - アントニオ・ネグリ、哲学者、政治家（* 1933年）
- 2024年 - 笹森恵子、被爆者、平和運動家（* 1932年）

### 人物以外（動物など）
- 2000年 - ミスターシービー、競走馬（* 1980年）

## 記念日・年中行事
- ザメンホフの日（エスペラント語版、英語版）
エスペラントの考案者であるルドヴィコ・ザメンホフの誕生日を祝う日。
- 権利章典の日（ アメリカ合衆国）
1791年のこの日、 アメリカ合衆国憲法の初の修正条項である権利章典が発効した。
- 王国記念日 (Koninkrijksdag)（ オランダ）
1954年のこの日、オランダ王国憲章（オランダ語版、英語版）が制定された。
- 年賀郵便特別扱い開始（ 日本）
12月15日から12月25日までの間に年賀状を投函すると、翌年の1月1日に配達される。
- 観光バス記念日（ 日本）
1925年のこの日、 東京乗合自動車により日本初の定期観光バスである「ユーランバス」の運行が開始された[22]。
- 秋葉山秋葉寺「火祭り」（ 日本）
静岡県浜松市の秋葉山秋葉寺で、毎年12月15、16日の両日に渡って火祭りが行われる。この祭りは、火防鎮護を願って、火防天狗秋葉三尺坊大権現に七十五膳を献供する儀式を中心に行われる[23]。